# Sarah Bernhardt
Sarah Bernhardt, francoska gledališka igralka, * 22. oktober 1844, Pariz, Francija, † 26. marec 1923, Pariz.
Označena je bila za »najslavnejšo igralko v svetovni zgodovini«. Sarah je postala slavna na odrih Evrope v 70. letih 19. stoletja in bila kmalu zelo iskana igralka v Evropi ter Ameriki. Pridobila si je ugled kot resna dramska igralka, ki je nosila vzdevek »božanska Sarah«. Zaigrala je tudi v nekaj pionirskih filmskih posnetkih na začetku dobe filma.

## Otroštvo
Rojena je bila v Parizu kot Sara-Marie-Henriette Rosine Bernardt, hči matere Julie Bernardt in očeta nizozemske narodnosti. Sama je dodala črko »H« k imenu in priimku, in uporabila ime Édouarda Bernardta, materinega brata, namesto imena svojega očeta. To je bilo najverjetneje zato, ker je hotela prikriti, da je njen oče neznan. Njen ded, Moritz Bernardt, je bil judovski trgovec v Amsterdamu. Najverjetneje je bila tudi njena mati, prav tako Judinja, rojena v Amsterdamu.